# Johann Heß

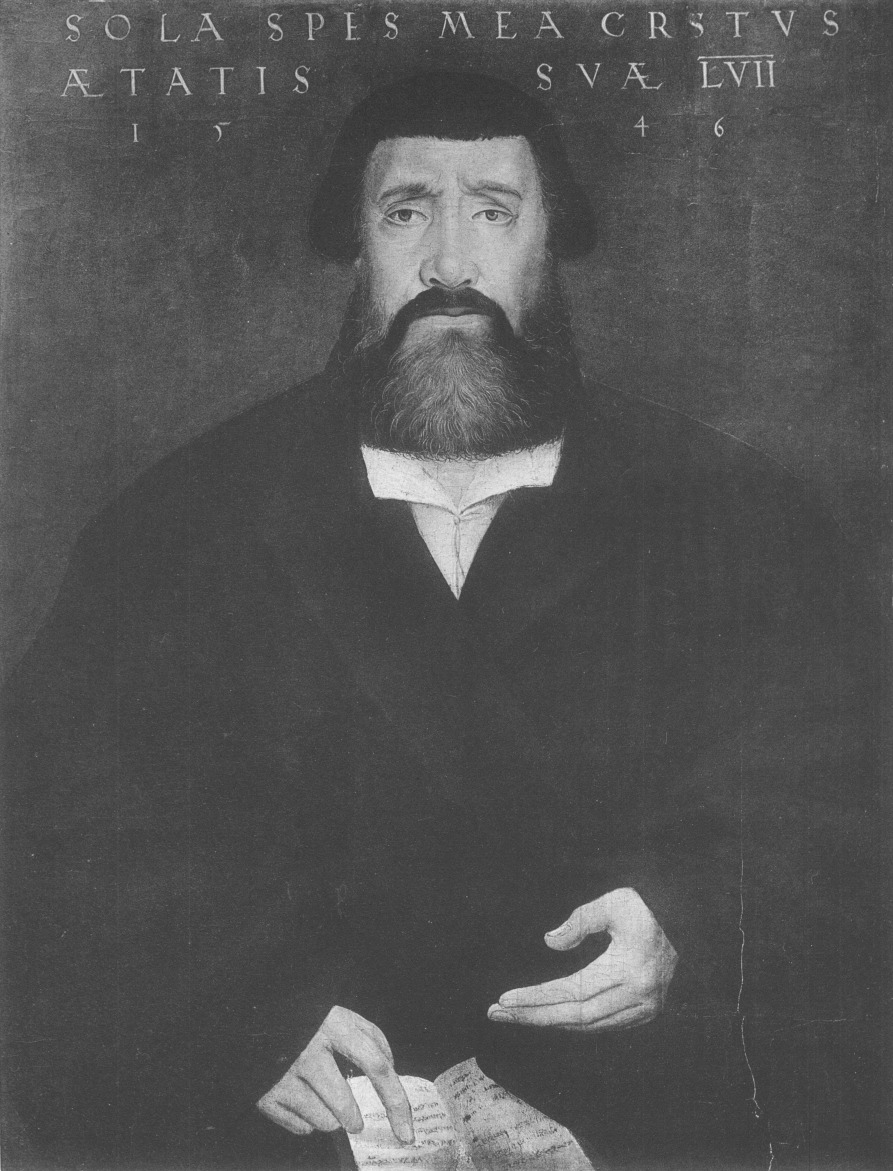
Johann Heß, Gemälde 1546

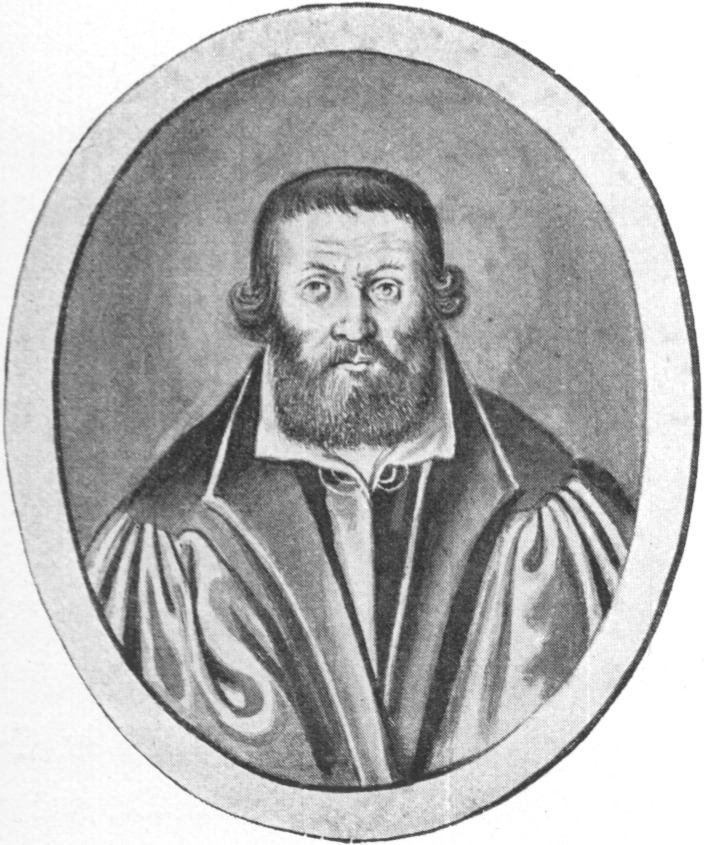
Johann Heß, weiß gehöhte Sepia-Tuschezeichnung

Johann Heß, auch (Jan) Hess, Hesse (* 23. September 1490 in der Reichsstadt Nürnberg; † 5. Januar 1547 in Breslau, Fürstentum Breslau) war ein lutherischer Theologe und Reformator.

## Leben
Heß stammt aus einer wohlhabenden Bürgerfamilie in Nürnberg, sein Vater war der Kaufmann Johann Heß d. Ä. (1460–1524), seine Mutter die Kaufmannstochter Anna, geborene Geiger aus Pforzheim.
Er ging drei Jahre in Zwickau zur Schule. Humanistisch vorgebildet, studierte er von 1505 bis 1510 in Leipzig, wo er mit dem Baccalaureus abschloss. Anschließend studierte er zwei Jahre in Wittenberg die Sieben Freien Künste und Jurisprudenz und wurde zum Magister promoviert. An der Leucorea schloss er sich Johann Lange und Georg Spalatin an. Von hier ging er 1513 nach Breslau und trat als geistlicher Sekretär in den Dienst des Bischofs Johannes V. Turzo, der ihm ein Kanonikat in Neiße verlieh. In Neisse lernte er den Humanisten Valentin Krautwald kennen, der 1515 das Amt des bischöflichen Sekretärs bekleidete. Herzog Karl I. von Münsterberg und Oels beauftragte Heß von 1515 bis 1517 mit der Erziehung seines Sohnes Joachim. Mit ihm ging Heß für zwei Jahre an die Universität zu Prag. Dann war er für zwei Jahre als Propst zu St. Maria und St. Georg in Oels.
1518/1519 unternahm er eine Italienreise. Am 9. September 1519 erwarb er den Doktorgrad an der Universität Ferrara, nachdem er bereits am 18. Juni 1519 zum Subdiakon geweiht worden war. Am 24. März 1520 wurde er in Rom zum Diakon geweiht.
Zurück in Schlesien empfing er am 3. Juni 1520 in Breslau die Priesterweihe, blieb aber mit den Wittenberger Freunden in Verbindung. Philipp Melanchthon mahnte ihn oft wegen seiner Ängstlichkeit. Nach dem Tode des Bischofs, dessen Nachfolger Jakob von Salza war, nahm Heß eine Stelle als Hofprediger bei Herzog Karl I. von Münsterberg an und reiste dann im Jahre 1522 nach Nürnberg. Aufgrund seines Bekenntnisses zur Reformation bot man Heß die Stelle eines Oberpfarrers an der St.-Sebald-Kirche an. Dort traf er auch auf Dominicus Sleupner. 1523 berief ihn der Breslauer Magistrat gegen den Widerstand des Domkapitels zum Pfarrer an St. Maria-Magdalena. Dort blieb er bis zu seinem Tode, dem 5. Januar 1547.
Nach der Breslauer Disputation vom 20. bis zum 23. April 1524 in der Dorotheenkirche begann er in aller Stille, Wittenberger Ordnungen einzuführen und das Schul- und Armenwesen zu verbessern. Die Neuerungen blieben in engen Grenzen. Diese Eigentümlichkeit behielt die Breslauer Reformation bis ins 19. Jahrhundert. Auf diese Weise wurde der konfessionelle Frieden erhalten.
Seine pragmatische Herangehensweise brachte Heß in einem Brief an Franciscus Gallinarius, Prediger zu Olmütz, in folgendem Bild zum Ausdruck:

„Wir Prediger sind Fuhrleute, müssen nicht fahren, wohin wir gedenken, sondern wohin Pferde und Wagen ohne Schaden kommen können.“

Heß hielt jeden theologischen Streit von Breslau fern. Er lehnte die Schweizer Reformation ebenso wie Kaspar Schwenckfeld ab. An den großen Auseinandersetzungen im Reich nahm er nicht teil. Wohl besaß er eine umfassende Bildung, äußerte sich aber nicht literarisch. In der Welt der Reformatoren stand er trotzdem in hohem Ansehen und führte mit den bedeutendsten Theologen Briefwechsel. 1540/1541 besuchte er zum letzten Mal seine Vaterstadt und reiste mit Veit Dietrich zum Regensburger Religionsgespräch. In seinen letzten Jahren trat er nicht mehr hervor.
Für Heß war die Fürsorge für die Armen in Breslau ein wichtiger Bestandteil seiner Tätigkeiten. Das zeigt sich etwa darin, das er schon bald nach seinem Amtsantritt Opferkästen an den Kirchen für die Armen in der Stadt aufstellen ließ. Eine Aktion am 8. Mai 1525 rief alle Bedürftigen auf, sich in der Magdalenenkirche zu versammeln. Dort wurden sie u. a. von Ärzten und Ratsherren beurteilt und soweit notwendig in städtischen Spitäler eingewiesen. Täglich wurden, wie aus dem Jahre 1526 berichtet wurde, in den sieben städtischen Spitälern über 500 Arme versorgt. Mehr als 400 Personen erhielten außerhalb derselben Unterstützung an Brot, Kleidung, Hauszins u. ä. m. Über das ganze Armenwesen wurde vom Magistrat ein Ausschuss berufen, an dessen Spitze Heß stand. Er machte sich ebenfalls verdient um den Baubeginn für das Allerheiligen-Hospital Breslau im Jahre 1526.
Johann Heß heiratete zweimal, im Jahre 1525 Anna Jopner und 1533 Hedwig Wahle. Als er starb, hinterließ er sechs Kinder (Hans, Sara und Anna aus erster Ehe; Paul, Martha und Magdalena aus zweiter Ehe). Heß wurde vor dem Hauptaltar der Breslauer Magdalenenkirche beigesetzt. An seinem Sarg sprachen sein Genosse Ambrosius Moibanus und sein Schüler Johann Crato von Krafftheim. Zu seinen Nachkommen gehört der 1690 geborene pietistische Dichter Karl Heinrich von Bogatzky.
Die Reformation Schlesiens hängt aufs engste mit ihm zusammen.